# Eleonora Lubomirska
Eleonora Lubomirska z d. Małachowska h. Nałęcz. Kanclerzanka wielka koronna, (ur. 25 stycznia 1734 w  Końskich, zm. 5 kwietnia 1761 w Rzeszowie). Córka Jana Małachowskiego h. Nałęcz i Izabeli Humieckej z Humięcina h. Junosza.  

## Życiorys
W dniu 23 maja 1748 wyszła za maż za starostę parczewskiego, Józefa Jana Lipskiego (ur. 1710 - zm. 1749) z Lipego h. Grabie. W rok po ślubie umarł mąż. Wyszła ponownie za mąż za Teodora Hieronima Lubomirskiego, 25 lutego 1753 w Końskich. Dwa miesiące później młoda para przyjechała do Rzeszowa, siedziby męża, gdzie została powitana salwami z armatnich dział.
Zawarty związek małżeński był zacieśnieniem sojuszu politycznego w szeregach zwolenników Augusta III. Zarówno Lubomirscy, jaki Małachowscy należeli bowiem do zwolenników króla Sasa. Lubomirski zagwarantował małżonce, że w wypadku nabycia przez niego starostwa lub królewszczyzny, wystara się u monarchy o takie same prawa i przywileje również dla niej. Zawarta intercyza zobowiązała Lubomirskiego także do tego, że nie mógł on dokonywać transakcji szkodzących interesom żony. 
Małżeństwo nie było jednak szczęśliwe. Z pięciorga dzieci (trzy córki i dwóch synów), żadne nie osiągnęło dojrzałości. 5 kwietnia 1761 roku Eleonora zmarła, była ciężko chora po urodzeniu ostatniej córki, (niemowlę zmarło parę dni po narodzinach). 
Pogrzeb odbył się 17 maja w bernardyńskiej świątyni w Rzeszowie. W uroczystościach wzięli udział m.in. miecznik wielki koronny Antoni Lubomirski i starosta stężycki Wojciech Grabiński. Zgodnie z ostatnią wolą zmarłej, jej serce złożone zostało w kościele reformatów w Rzeszowie. Dwa tygodnie po Eleonorze, 20 kwietnia 1761, zmarł Teodor Hieronim Lubomirski. 